# Knikpiramide van Snofroe
De knikpiramide van Snofroe van Dasjoer was de eerste 'echte' piramide van Egypte, maar blijkbaar was de bouw niet vlekkeloos verlopen. De piramide neemt plots een kleinere hoek (van 54°28' naar 43°22'). Tot voor kort was de gedachte dat de reden hiervoor was dat de piramide tijdens de bouw instabiel was geworden. Nu raakt men stilaan overtuigd dat dit te maken moet hebben met geluidsfrequenties. De knik zorgt namelijk voor een verandering in de resonantie van de toon. Dit kan het begin van dualisme symboliseren. Snofroe betekent: 'Horus heeft mij volmaakt geschapen'. Snofroe had naast deze piramide nog twee andere: de rode piramide van Snofroe en de trappenpiramide van Snofroe.

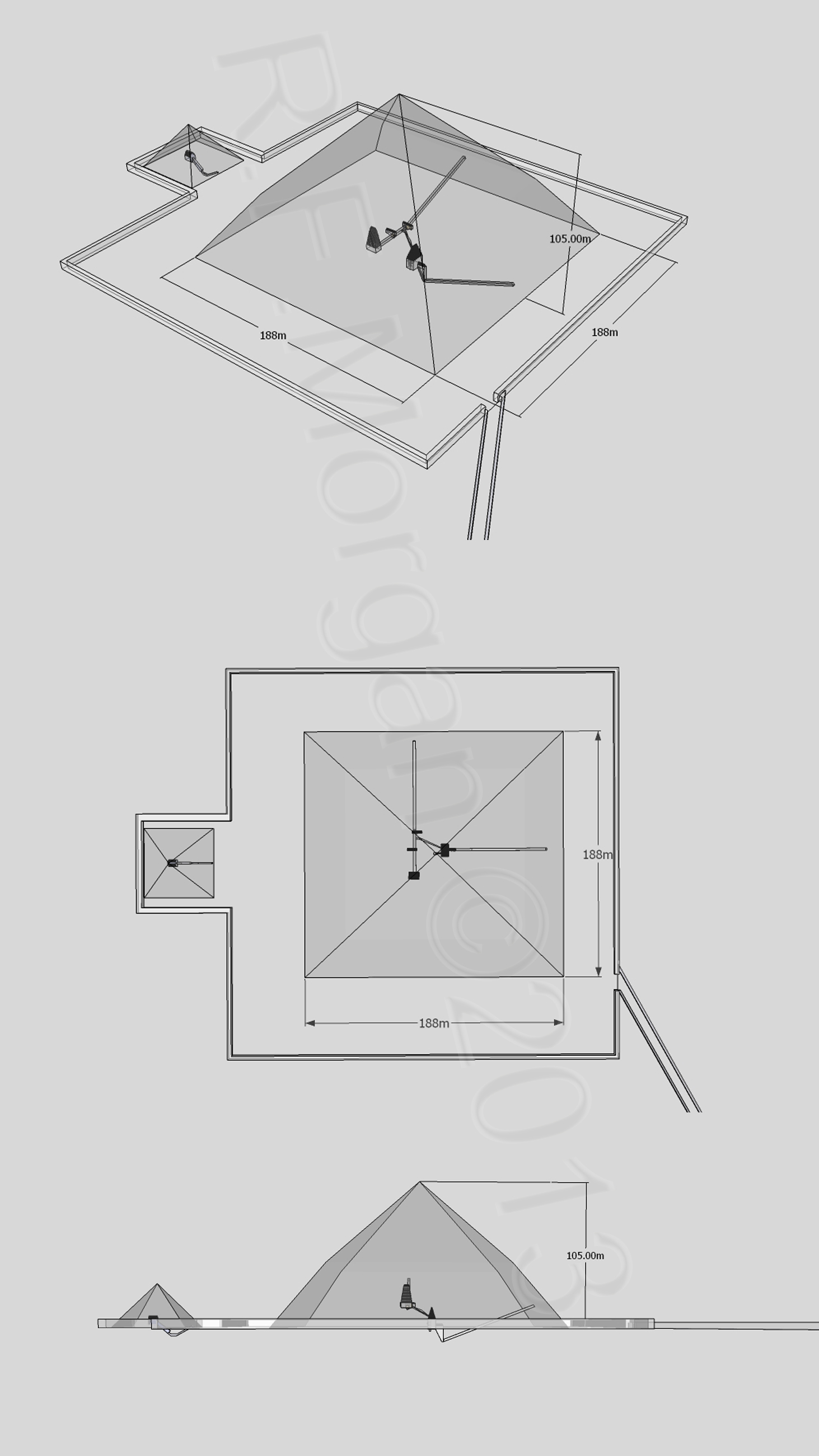
Schematische weergave binnenkant van de knikpiramide

De piramide had twee ingangen, waarvan alleen de noordelijke uitmondt in de ondergrondse kamers. Naast de piramide ligt nog een kleinere, die waarschijnlijk ook voor de koning was. Wat verder ten noorden ligt de daltempel die echter niet zo goed bewaard is. Opmerkelijk is dat ze niet aan de Nijl stond.

## Galerij

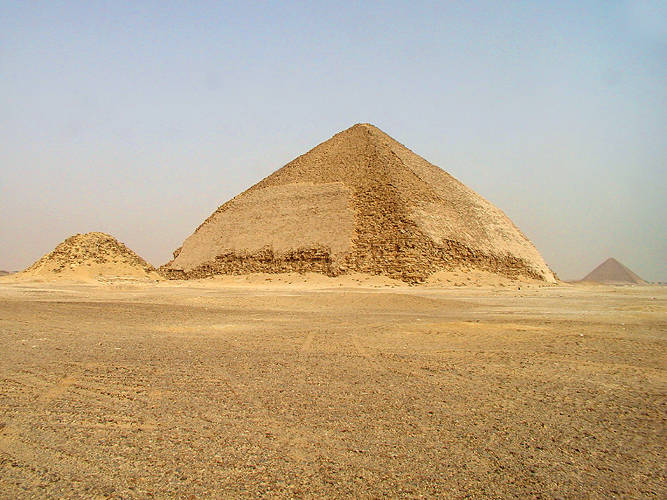
De kleinere piramide en de knikpiramide met de rode piramide op de achtergrond
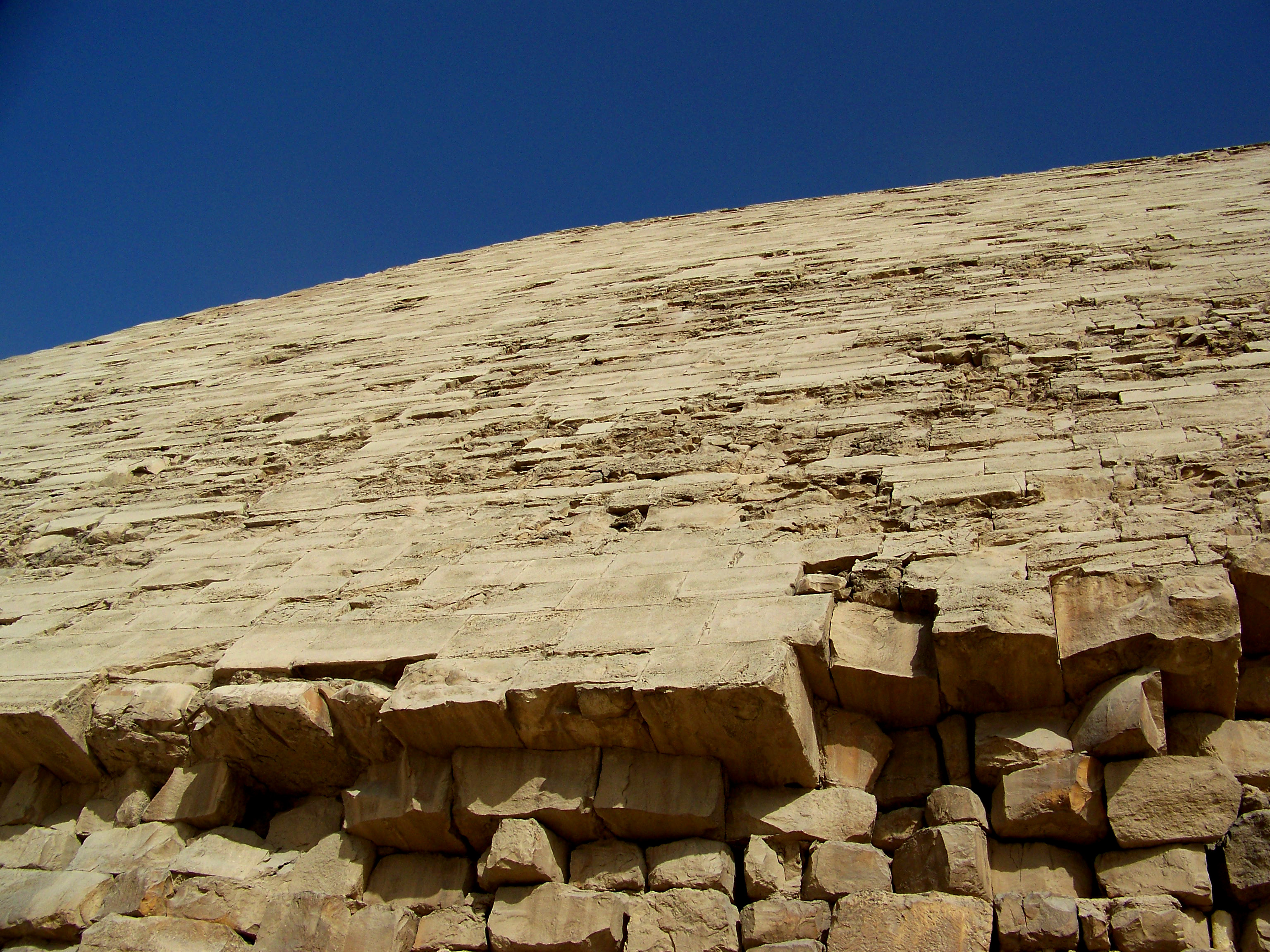
Het oppervlak aan de buitenzijde
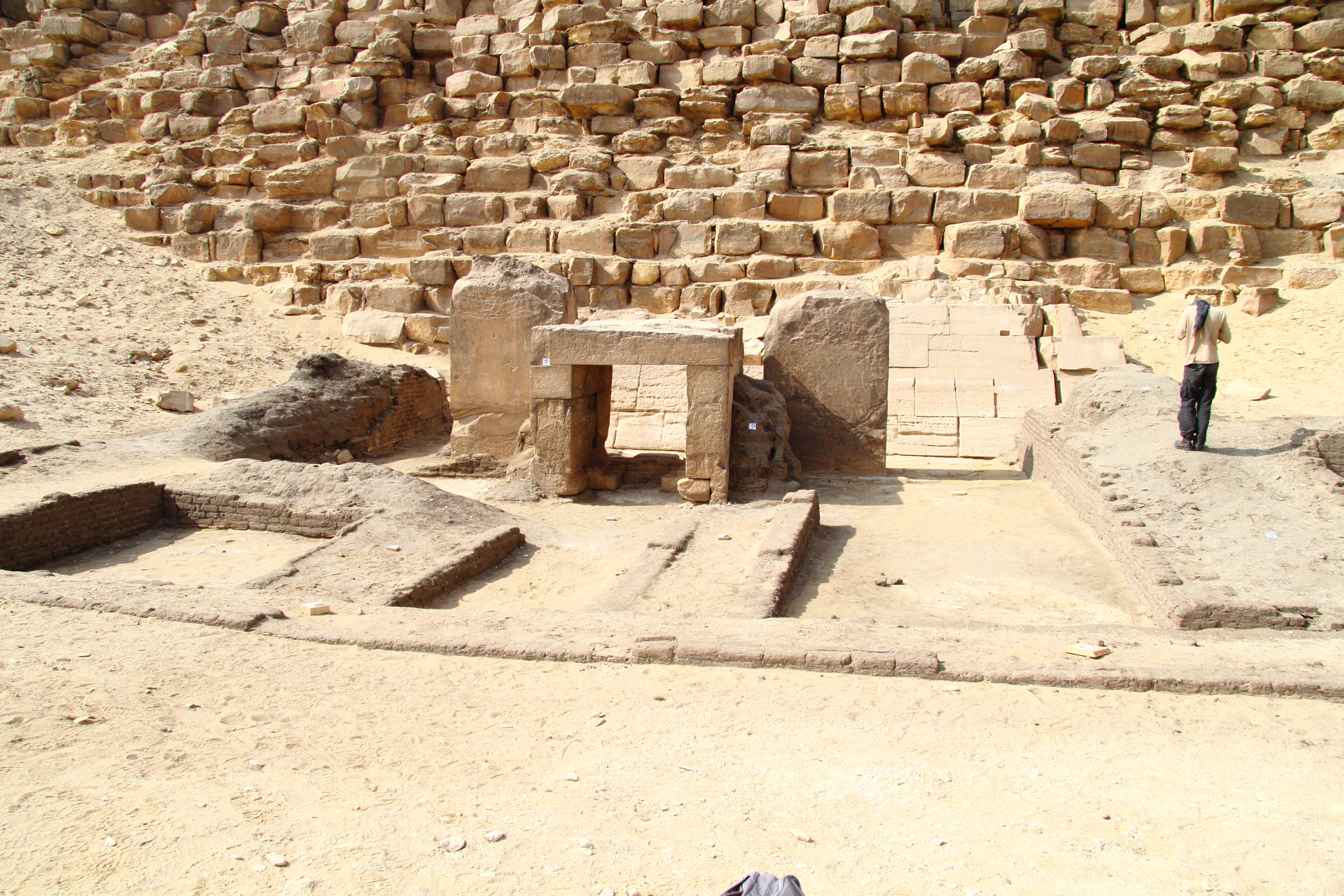
Twee stelae van de piramidetempel